# Apanteles xerophila
Apanteles xerophila är en stekelart som beskrevs av Jean Risbec 1951. Apanteles xerophila ingår i släktet Apanteles och familjen bracksteklar. Inga underarter finns listade i Catalogue of Life.